# HMS Westcott (D47)

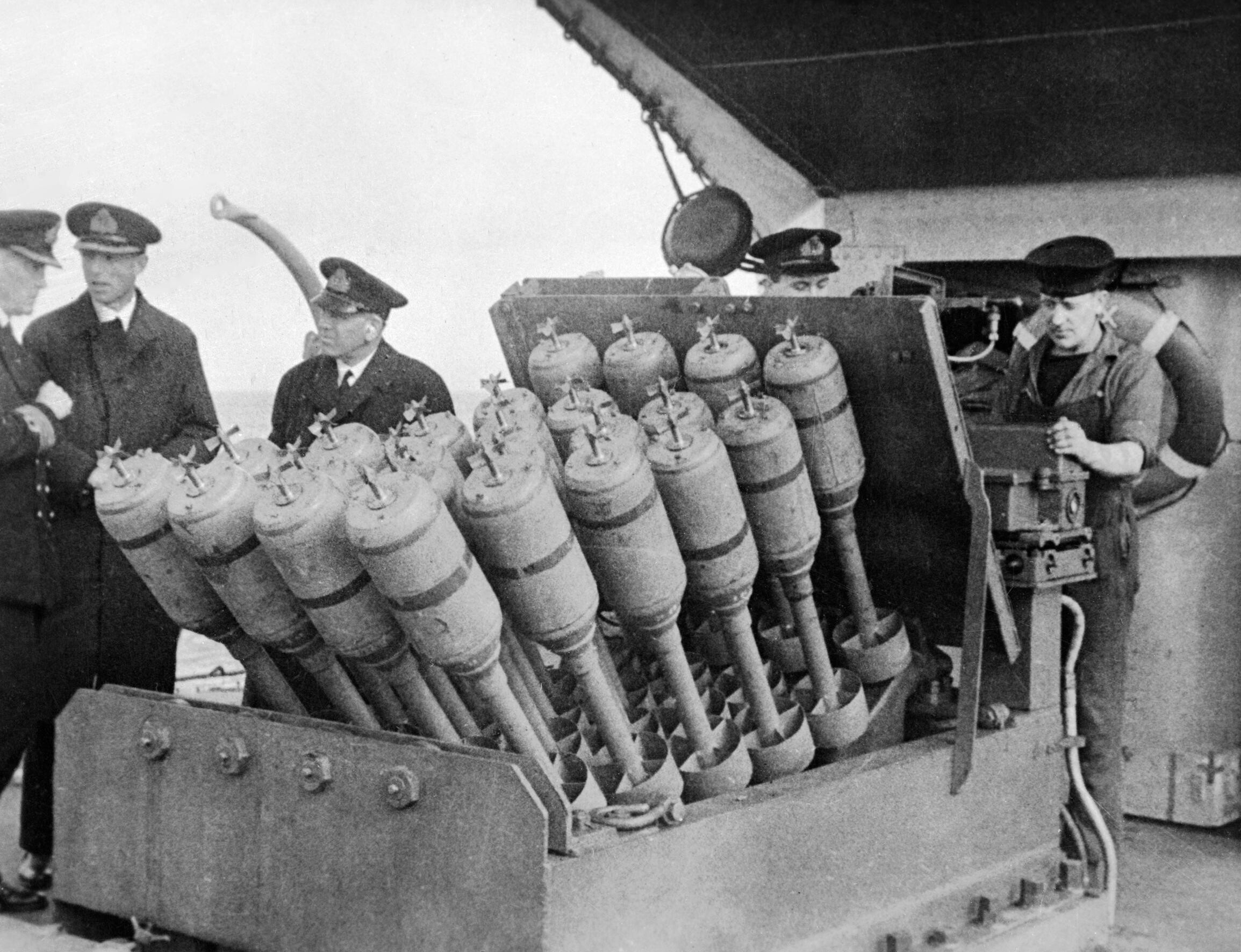
24-ствольна реактивна установка «Hedgehog» для боротьби з підводними човнами противника на борту британського есмінця «Весткотт». 28 листопада 1945

«Весткотт» (D47) (англ. HMS Westcott (D47) — військовий корабель, ескадрений міноносець «Адміралті» типу «W» Королівського військово-морського флоту Великої Британії за часів Другої світової війни.
«Весткотт» був закладений 30 березня 1917 на верфі компанії William Denny & Brothers Limited у Дамбартоні. 12 березня 1918 увійшов до складу Королівських ВМС Великої Британії.

## Дизайн та конструкція
9 грудня 1916 року, британське Адміралтейство замовило 21 удосконалений есмінець типу «V клас», який став відомий пізніше, як «Адміралті» типу «W». З цієї партії бойових кораблів на верфях шотландської компанії William Denny будувалися два ескадрених міноносці — «Весткотт» та «Волкер». Спочатку передбачалося, що вони стануть точним повторенням попереднього типу, проте вже в лютому 1917 дійшли до рішення оснастити їх новими тритрубними торпедними апаратами. Тоді ж у проекті з'явилася могутніша радіостанція, для роботи якої довелося збільшити висоту щогл.
Ескадрений міноносець «Весткотт» мав корпус загальною довжиною між перпендикулярами 95,1 м, довжиною між перпендикулярами — 91,4 м, бімс — 8,08 м та осадку між 3,28 до 3, 64 м у залежності від навантаження. Водотоннажність бойового корабля становила стандартна — 1100 довгих тонн та повна — 1510 тонн відповідно.
Головна енергетична установка повторювала застосовану на есмінцях типу «V клас» і включала в себе три триколекторні Адміралтейських котли з пароперегрівником і два одноступінчатих редуктори, дві парових турбіни Brown-Curtis. Дві турбіни (високого і низького тиску) і редуктор становили турбозубчатий агрегат. Розміщення ГЕУ — лінійне. Котли розміщувалися в ізольованих відсіках, турбіни — у загальному машинному відділенні, при цьому були відокремлені від турбін водонепроникною перегородкою.
Проектна потужність становила 27 000 к. с. (20 000 кВт), що мало забезпечити максимальну швидкість ходу (при повному навантаженні) в 34 вузли (63 км/год). Запас палива зберігався в паливних танках, місткістю 374 тонн мазуту, що забезпечувало дальність плавання 3500 морських миль (6500 км) 15-вузловим ходом (28 км/год).
Корабельна артилерія головного калібру (ГК) есмінця «Весткотт»: чотири 102-мм універсальні гармати QF 4 inch Mk V із довжиною ствола 45 калібрів в поодиноких установках Mark II на центральній осі корабля, що утворювали дві передні та дві кормові вогневі позиції. Максимальний кут піднесення 80°, зниження на −5 °. Маса установки 2,138 тонни. Маса снаряда 15,2—25,4 кг, початкова швидкість — 728 м/с. Гармати мали швидкострільність 10—15 пострілів на хвилину на відстань 12—15 км залежно від типу боєприпасу. Боєзапас становив 150 пострілів на ствол.
Зенітне озброєння становила одна 76-мм зенітна гармата QF 3-inch 20 cwt зі швидкострільністю 12—14 постр./хв, що розміщувалася в кормовій частині корабля.
Торпедне озброєння складалося з двох потрійних 21-дюймових (533-мм) торпедних апаратів конструкції «Mk.IV», що розташовувалися в кормовій частині корпусу на осьовій лінії. Торпеди мали максимальну дальність 13 500 ярдів (12 344 м) ходом до 35 вузлів. Боєголовка містила 234 кг TNT.

## Історія

### Перша світова та Громадянська війни
12 квітня 1918 ескадрений міноносець «Весткотт» увійшов до складу 13-ї флотилії есмінців Гранд Фліту Королівських ВМС із базуванням на Росайті в Шотландії, де перебував у групі підтримки лінійних крейсерів до кінця війни. У 1919 Гранд Фліт був розпущений, замість нього сформований Атлантичний флот Великої Британії, і «Весткотт» увійшов до 2-ї флотилії есмінців. У серпні 1919 2-га флотилія взяла участь у британській інтервенції на Балтійському морі під час Громадянської війни в Росії, змінивши там 1-шу флотилію флоту. HMS «Весткотт» перебував у Балтійському морі до грудня 1919, а в лютому переведений на Середземне море, де залучався до артилерійських обстрілів турецьких позицій у ході Греко-турецької війни. У серпні 1920 повернувся до Британських островів.

### Інтербеллум
У 1921 британський флот провів низку деяких реорганізацій, зокрема флотилії есмінців Атлантичного флоту, що складалися з 16 бойових кораблів, переформували на шість флотилій, котрі були зручніші в управлінні й мали один лідер та 8 ескадрених міноносців. «Весткотт» увійшов до складу 6-ї флотилії й перебував у складі Атлантичного флоту (а з 1932 — Хоум Фліту) до 1935 року, поки не був передислокований до Китайської станції ВМС, де включений до 4-ї флотилії підводних човнів, що базувалася на ВМБ Сингапур.
На початку 1930-х років, 3-дюймова гармата QF 3-inch 20 cwt була замінена новою зенітною універсальною установкою «пом-пом».
18 березня 1936 на кораблі стався надзвичайна подія, внаслідок випадкового вибуху під час проведення навчань на Середземномор'ї. Одна людина загинула, ще 10 були поранені.
Напередодні Другої світової війни, «Весткотт» був у складі 4-ї флотилії ПЧ, й після проведених ремонтів та модернізацій перебував у повній бойовій готовності до виконання завдань за призначенням.

### Друга світова
У січні 1940 р. есмінець увійшов до Середземноморського флоту Британії, 14 лютого прибув до військово-морської бази на Мальті, супроводжуючи авіаносець «Глоріос». Однак, через місяць корабель знову викликали до метрополії, 19 квітня він прибув до бази в Девонпорті. У відповідь на німецьку агресію проти Норвегії, «Весткотт» включили до сил, що забезпечували евакуацію британських військ із території країни.
У ніч з 30 квітня на 1 травня корабель разом з есмінцем «Волкером» та крейсером «Шеффілд» забрав особовий склад із міста Ондалснес, доставив їх до Британії та продовжував діяти у складі угруповання до кінця операції.
На початку червня 1940 року «Весткотт» разом з групою бойових кораблів забезпечував прикриття конвою US 3 при перевезенні трансатлантичними лайнерами «Анди» (25689 GRT), «Імператриця Британії» (42348 GRT), «Аквітанія» (44786 GRT), «Мавританія» (35739 GRT), «Імператриця Канади» (21517 GRT) та «Квін Мері» (81235 GRT) австралійських та новозеландських військ до Британських островів від Гібралтару до пунктів призначення.
Також у червні есмінець залучався до проведення операції «Арієль» — операції з евакуації союзних військ із західної частини Франції після розгрому у кампанії на Західному фронті та втечі британців з Дюнкерка. Бойовий корабель направлявся до Бреста, але 17 червня 1940 через зіткнення з береговим судном «Нирока» (Nyroca) обидва кораблі змушені були повернутися на базу порожніми.
4 липня 1940 року «Весткотт» повернувся до 4-ї флотилії есмінців, з базуванням на Девонпорті, й увійшов до складу сил, що забезпечували ескорт конвоям суден, котрі йшли Атлантикою. 5 липня есмінець «Вірлвінд» ескортував конвой OB 178 й здійснював протичовнову оборону транспортних кораблів, коли був торпедований німецьким підводним човном U-34 під командуванням капітан-лейтенанта Вільгельма Роллманна. У наслідок вибуху кораблю відірвало ніс, але есмінець лишився на плаву. «Весткотт» був висланий на допомогу для рятування вцілілих та потоплення залишків військового корабля торпедами. 57 членів екіпажу постраждалого есмінця загинуло, решту «Весткотт» врятував, а «Вірлвінд» затопив у районі у 120 милях на захід від Лендс-Енду.
2 вересня 1940 року есмінець «Весткотт» разом із канадським ескадреним міноносцем «Скіна», шлюпами «Ловестофт» і «Скарборо», корветом «Перівінклі» приєдналися до конвою SC 2, що наближався до британського берега. Протягом декількох днів конвой піддавався енергійним спробам німецьких підводників атакувати транспортні судна, й урешті-решт їм вдалося потопити 5 транспортників, зокрема чотири з них потопив підводний човен Гюнтера Пріна U-47. Це була перша в історії атака за тактичним принципом «Вовча зграя».
У листопаді 1940 р. корабель перевели до 5-ї ескортної групи, що базувалася у Ліверпулі.
16 січня 1941 він разом з двома буксирами HMS Superman та HMS Tenacity взяли участь у пошуково-рятувальній операції океанського лайнера SS Oropesa, котре було торпедоване німецьким ПЧ U-96 капітан-лейтенанта Г. Леманн-Вілленброка й затонуло на Західних підходах.
28 січня 1941 р. «Весткотт» постраждав у наслідок зіткнення з корветом «Блюбелл» поблизу морської бази й був поставлений на ремонт на верфях Ліверпуля, проте через постійні авіаційні напади Люфтваффе відновлення корабля затягнулося. Урешті-решт він пройшов модернізацію, на ньому були встановлені перші експериментальні реактивні протичовнові мортирні установки «Хеджгод», що замінили носову артилерійську установку, й «Весткотт» увійшов до складу 7-ї ескортної групи, з базуванням на Ліверпуль.
З 23 до 26 травня брав участь у перехопленні німецьких лінкора «Бісмарк» та важкого крейсера «Принц Ойген». Згодом повернувся до військово-морської бази й він тут перебував до жовтня 1941 р., доки не був переведений до Гібралтарської ескортної групи, куди корабель прибув у грудні.
16 січня 1942 військове транспортне судно Llangibby Castle піддалося торпедній атаці німецького човна U-402, але спромоглося утриматися на плаву та дістатися Орта на Азорах. Після незначного ремонту, судно вийшло у ніч з 1 на 2 лютого до Гібралтару, де на підходах на неї чекала ескортна група есмінців «Весткотт», «Крум» та «Ексмур». «Весткотт» із «Крум» патрулювали південні підходи до бухти Орта, водночас «Ексмур» охороняв північні напрямки. Німецький підводний човен U-581 увесь цей час був у засідці з південного боку прибережної смуги, очікуючи на вихід судна, й з початком бою намагався торпедувати обидва есмінці. Але через технічні проблеми пуск не вдався й човен був змушений спливти на поверхню та втекти у нейтральні води Португалії. Есмінець «Весткотт» намагався таранити на короткий відстані ворога, але схибився й встиг тільки викинути за борт серію глибинних бомб. Другою атакою бойовому кораблю вдалося влучити у корпус ПЧ й затопити його. 40 членів екіпажу U-581 були підібрані з води «Весткоттом» і «Крумом», чотири загинуло й одному пощастило дістатися берега вплав.
19 квітня 1942 р. у рамках підготовки до операції «Календа» з доставлення винищувачів «Спітфайр» на обложений острів Мальта, ескадрений міноносець «Весткотт» увійшов до складу ескортної групи американського авіаносця «Восп», разом з есмінцями «Вішарт», «Ресле», «Відет» і «Антілопе».
20 квітня з борту авіаносця злетіло 47 літаків й 46 з них приземлилися на мальтійських аеродромах. Однак, через нетривалий час практично усі винищувачі були втрачені у наслідок повітряних ударів німецької та італійської бомбардувальної авіації по базах та аеродромах Мальти. Союзники влаштували наступну операцію «Бовері» з доставки в такій спосіб авіації для забезпечення протиповітряної оборони острову. Цього разу до «Воспа» приєднався британський авіаносець «Ігл». Об'єднана авіаносна група, до якої входив й «Весткотт» вийшла в ніч з 7 на 8 травня 1942 з бухти Гібралтару, маючи на борту 64 літаки для ППО Мальти. 9 травня ці літаки піднялися у повітря з палуб авіаносців й 61 спромігся долетіти до мальтійських аеродромів.
18 травня есмінець знову брав участь у прикритті авіаносної групи «Ігла» та «Аргуса» в операції LB, коли доставлялися 17 бойових винищувачів «Спітфаейр» на острів. 3 та 9 червня 1942 року «Весткотт» супроводжував британський «Ігл» у наступних місіях.
11 червня корабель взяв участь у наступній операції з проведення транспортного конвою до Мальти із західної частини Середземного моря — операції «Гарпун», у той час, як у східній частині британці намагалися провести інший конвой з єгипетської Александрії за планом операції «Вігорос». Обидва конвої спіткали серйозні випробування, німецько-італійські військово-повітряні та морські сили атакували безперервно транспортні судна за вантажем та їхні кораблі охорони. 14 червня легкий крейсер «Ліверпуль» отримав пошкодження у наслідок влучення торпеди з італійського торпедоносця. «Весткотт» з есмінцем «Антілопе» виділили для забезпечення прикриття переходу пошкодженого крейсера до Гібралтару, при чому «Антілопе» узяв корабель на буксир. Після того, як три кораблі відійшли від основних сил конвою вони піддалися потужним та запеклим атакам ворожої авіації. 16 червня «Весткотт» постраждав від «дружнього вогню» з крейсера, коли той відкрив зенітний вогонь по італійських літаках та влучив у корабель охорони. Загинуло 3 члени екіпажу. 17 червня мотлошені бойові кораблі нарешті дісталися військово-морської бази в Гібралтарі. Решта конвою «Гарпун» також сильно постраждала, 4 транспортних судна з 6, що йшли на Мальту, та 2 есмінці загинули, конвой «Вігорос» взагалі не зміг прорватися крізь ворожі заслони й повернув наспід.
Ескадрений міноносець «Весткотт» протягом липня брав участь ще у двох операціях із супроводження авіаносця «Ігл» з літаками до Мальти.
Тим часом обстановка на Мальті серйозно погіршилася, гарнізон та мешканці островів страждали від браку найнеобхіднішого, тому попри колосальному ризику, у серпні британське Адміралтейство вирішило направити ще один транспортний конвой обложеним. 10 серпня з порту Гібралтар вийшов транспортний конвой з 14 торгових суден за планом операції «П'єдестал». «Весткотт» супроводжувало значне військово-морське угруповання, яке налічувало 44 військових кораблів, зокрема 2 лінійні кораблі «Родні» і «Нельсон» та 3 авіаносці «Вікторіос», «Індомітебл» та «Ігл». До складу ескадри був також включений старий авіаносець «Фьюріес», який мав доставити на острів нову партію «Спітфайрів».
Основний кістяк ескорту мусив довести транспортні судна до Скеркі-Бенк у Сицилійській протоці, далі прикриття здійснювали крейсери та есмінці. З превеликими труднощами та втратами п'ять з 14 транспортників дісталися Мальти, зокрема найважливіший американський танкер «Огайо», зафрахтований міністерством військових перевезень і укомплектований британською командою. 32 000 тонн генерального вантажу і 15 000 тонн палива поповнили майже порожні сховища Мальти. Британський флот втратив авіаносець «Ігл», потоплений німецьким підводним човном U-73, два інших авіаносці отримали значні пошкодження.
У жовтні 1942 есмінець супроводжував авіаносець «Фьюріес», що доставляв літаки на Мальту. У листопаді, в контексті підготовки операції «Смолоскип» — вторгнення союзних військ на територію Французької Північної Африки, «Весткотт» був включений до Центральної оперативної групи ВМС, що висаджувала морський десант у районі Орана в Алжирі. 8 листопада 1942 при проведенні операції, французькі підводні човни флоту Віші «Аргонот» і «Актеон» намагалися атакувати англо-американський флот, есмінці «Весткотт» і «Акейтіз» їх потопили.
18 січня 1943 після завершення операції бойовий корабель разом з есмінцем «Оппорт'юн» повернувся на Британські острови, супроводжуючи лінійний корабель «Дюк оф Йорк» та авіаносець «Вікторіос».
Надалі, у другій половині січня з прибуттям з Середземного моря, «Весткотт» був поставлений у док Портсмуту для реконструкції й модернізації корабля для дальніх морських походів. Переробці піддалися силова установка, прибрали один котел, що дозволили встановити додатковий паливний танк і відповідно збільшити дальність походу корабля до 600 морських миль.
Повна реконструкція бойового корабля завершилася у липні 1943, й був включений до ескортної групи, що базувалася на Лондондеррі. Протягом 1943—1945 рр. «Весткотт» брав активну участь у подальших бойових діях на морі, супроводжував конвої транспортних суден та великі бойові кораблі у північній частині Атлантичного океану. Залучався до проведення конвоїв з ленд-лізом до радянських морських портів у Кольській затоці.
8 січня 1946 був проданий на металобрухт.